# Нижний Суян
Нижний Суян (баш. Түбәнге Һөйән) — село в Караидельском районе Республики Башкортостан Российской Федерации. Входит в состав Верхнесуянского сельсовета. 

## География

### Географическое положение
Находится на левом берегу реки Уфы.
Расстояние до:
- районного центра (Караидель): 42 км,
- центра сельсовета (Седяш): 18 км,
- ближайшей ж/д станции (Щучье Озеро): 128 км.

## Население
| 2002 | 2009 | 2010 |
| ---- | ---- | ---- |
| 5    | ↘1   | →1   |

Национальный состав
Согласно переписи 2002 года, преобладающая национальность — русские (100 %).